# Eikendorf
Eikendorf ist eine Wüstung in der Gemarkung der Lutherstadt Eisleben.

## Lage
Sie befindet sich in der nordwestlichen Stadtflur zwischen Fahnenhügel und der Halde des Seidelschachtes.

## Geschichte
Im Hersfelder Zehntverzeichnis wurde das Dorf erstmals als Ichendorf erwähnt.
Von 1256 bis 1346 wird urkundlich ein Geschlecht von Eykendorf ritterliche Lehensleute der Mansfelder Grafen genannt. Vermutlich sind sie in den Kriegswirren und der Zerstörung Eikendorfs nach Volkstedt übergesiedelt, da sie dort ebenfalls über Besitz verfügten.
Viele Bewohner verließen Eikendorf nach den Kriegswirren von 1342, als die Stadt Eisleben durch den Herzog von Braunschweig belagert wurde, und von 1362 in der Halberstädter Bischofsfehde (erneute Belagerung der Stadt Eisleben). Sie wurden vor dem Winzer Tor im sogenannten „Neuen Dorf“ sesshaft, was nicht nur für die Nähe zu den Dörfern spricht, sondern auch für die Tatsache, dass die Kirche St. Veit zu Eikendorf schon weit vor dem Jahr 1400 dem St. Katharinenhospital einverleibt worden war. Das Katharinenhospital sowie die Katharinenkirche befanden sich im „Neuen Dorf“ dicht vor dem Winzer Tor (dort wo sich heute der „Knappenbrunnen“ und die ehemalige „Bergschule“ befinden). 
Verschiedene Erwähnungen fand die Siedlung 1256 als Eikendorp, 1262 als Eykendorff und 1480 als Eichendorf. 
In einer Urkunde aus dem Jahre 1573 heißt es: „Eichendorf, auch eine wüste Mark vor der Stadt, ist die Bürgerschaft vertheilet“.
Eine letztmalige Erwähnung fand die Siedlung 1579 als Eickendorff.
Eikendorf lag schon vor 1436 wüst.